# 奈良市部落解放同盟員給与不正受給事件
奈良市部落解放同盟員給与不正詐取事件（ならしぶらくかいほうどうめいいんきゅうよふせいじゅきゅうじけん）とは、奈良市環境清美部職員であり部落解放同盟奈良県連合会古市支部長・奈良県連合会統制委員・奈良市支部協議会副議長を務めていた人物（奈良市古市町在住）が、2001年からの5年9カ月余りでわずか8日しか職場に出勤しなかったにもかかわらず、その期間の給与およそ2700万円を満額支給されていた事件。

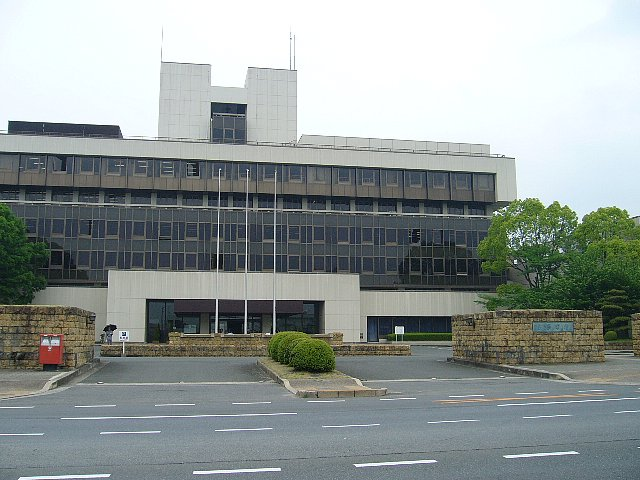
男性が勤務していた奈良市役所

この期間、この男性は欠勤理由を病気としていたが、実際には保有する白いポルシェで毎日のように奈良市役所を訪れ、自身の妻が代表者となっている建設会社の営業活動を行っていた。部落解放同盟の名をちらつかせて仕事を要求したことも少なくはなかった。奈良市はこの男性を問い詰めたところ、男性は仮病欠勤を認めたため、2006年10月27日に懲戒免職にし、市長や上司なども処分された。また、この男性の自宅兼建設会社事務所は公営住宅を不法に増築した違法建築であることも明らかになっている。
部落解放同盟奈良県連は、この男性について「奈良市の職員であるとは知らなかった。建設業をやっていると思っていた」と釈明している。
さらに、この男性は2006年8月、運転していた高級外車の白いポルシェが市道の段差で傷ついたとして、市役所を訪れ補償を求めていたことがわかった。

## 部落解放同盟の名をちらつかせた脅し
北海道新聞の報道によれば、この職員は入札制度改革をめぐり「（解放同盟と市長との交渉で）質問させてもらわんとあかんな」と市側に圧力をかけ、実施を延期させていた。入札担当者は「圧力と感じた。延期の判断が適切だったとは思わず、情けない」と話している。部落解放同盟奈良県連は「事実関係を調査し厳正に対処する」とコメントした。

## この男性以外の職員について
さらに、この人物が一時期実質的に勤務していなかった奈良市環境清美部では、彼以外にも4人の男性職員が同様の長期欠勤を行っていることが明らかになった。「毎日新聞」の報道によれば、2002年の外部監査により、環境清美部では他の部署に比べて欠勤者がずば抜けて多いという事実が指摘されていたが、市は対応を取っていなかった。さらに、2006年には大量の職員が一斉に夏休みを取ったため、高齢の管理職までがごみ収集に駆り出されていた。

## 職員の懲戒免職と解放同盟からの除名
2006年10月27日、奈良市はこの問題職員を懲戒免職にするとともに、市長など27名を減給などの処分とした。藤原昭奈良市市長は記者会見で、「（この問題職員が）部落解放同盟の幹部であったことが、（他の）市職員の意識、対応に影響を及ぼした」と認めた。また同日、部落解放同盟も「解放同盟の名誉を著しく毀損した」として、この人物を除名した。

## 医師の証言
この男性が病欠する際の診断書を書いていた奈良市の医師は、新聞の取材に対し、「言いなりに診断書を書かざるをえなかった。利用された」と答えた。この医師によると、この問題職員は2年ほど前から繰り返し訪れるようになり「神経を使うと下痢をする」「腰が痛い」などと訴え、過敏性大腸炎、胃潰瘍（かいよう）、腰痛の病名で診断書を20通ほど書いたという。この職員の態度には威圧感があったといい「訴えられた症状通りの診断書を作成した」と認めた。
この病院には約5年前から、市環境清美部の他の複数の職員が診療に訪れるようになった。「それぐらいで休まなくても」と開業医が診断書の作成を拒むと「しんどいから来てるんや」などと大声で怒鳴りつけられることもあったという。

## 事件のその後
奈良市は2007年4月、この男性を相手取って2197万8541円の給与返還を求めて民事訴訟を提起し、同年7月に勝訴。しかし、回収できたのは彼の銀行口座に入金されていた2299円のみであり、詐取された給与の返還はほとんど進んでいないことが朝日新聞に報じられた。2007年10月、奈良市は奈良地裁でこの男性の財産開示手続きを行ったが、彼は「財産があれば返すけれど、払えるものがない」と発言するのみで謝罪の言葉はなかったとも同紙に報じられている。